# Tom Dwan
Thomas Dwan (* 30. července 1986 v Edison, New Jersey, USA)
je americký profesionální hráč pokeru, který pravidelně hraje online v nejvyšší-sázky No-Limit Texas hold 'em a Pot-Limit Omaha hry, především na Full Tilt Poker, kde hraje pod přezdívku "durrrr". Na počátku listopadu 2009 Dwan se stal členem Tým Full Tilt.

## Biografie
Poker o peníze začal hrát ve svých 17 letech, když dostal od otce k narozeninám 50 dolarů do herny Paradise.[zdroj?] Peníze mu vložil na pokerový účet pod nickem Durrrr, který má dodnes. Ze začátku se zaměřil na 6dolarové Sit and Go turnaje, ale skončil se ztrátou 35 dolarů. S 15 dolary se opět zaměřil na Sit and Go, až se mu podařilo otočit zisk. O několik týdnů později Durrrr přešel na limity 10$ / 20$ a poté na 25$ / 50$.
Podle highstakesDB.com vydělal Durrrr v roce 2007 312 000 dolarů na Full tilt poker a 5,41 milionů dolarů v roce 2008. Poté prožil několik výkyvů ve své kariéře. Po WSOP spadl na 2 miliony, ale podařilo se mu dohnat ztrátu zpět. V lednu roku 2009 durrrr za měsíc prohrál více než 3 500 000 amerických dolarů a tuto ztrátu se mu podařilo nahnat zpět až za 6 měsíců.